# Élections législatives de 2007 en Dordogne
Les élections législatives françaises de 2007 se déroulent les 10 et 17 juin 2007. Dans le département de la Dordogne, quatre députés sont à élire dans le cadre de quatre circonscriptions.

## Élus
| Circonscription | Député sortant                                         | Parti | Parti | Député élu ou réélu | Parti | Parti |
| --------------- | ------------------------------------------------------ | ----- | ----- | ------------------- | ----- | ----- |
| 1re             | Michel Dasseux                                         |       | PS    | Pascal Deguilhem    |       | PS    |
| 2e              | Daniel Garrigue                                        |       | UMP   | Daniel Garrigue     |       | UMP   |
| 3e              | Bernard Mazouaud suppléant de Frédéric de Saint-Sernin |       | UMP   | Michel Debet        |       | PS    |
| 4e              | Germinal Peiro                                         |       | PS    | Germinal Peiro      |       | PS    |

## Résultats

### Résultats à l'échelle du département
| Parti                                        | Parti                              | Premier tour | Premier tour | Second tour | Second tour | Sièges |
| Parti                                        | Parti                              | Voix         | %            | Voix        | %           | Sièges |
| -------------------------------------------- | ---------------------------------- | ------------ | ------------ | ----------- | ----------- | ------ |
|                                              | Parti socialiste                   | 71 482       | 34,26        | 117 455     | 55,42       | 3      |
|                                              | Parti communiste français          | 17 572       | 8,42         |             |             | 0      |
|                                              | Les Verts                          | 3 880        | 1,86         | 0           |             |        |
|                                              | Gauche parlementaire               | 92 934       | 44,54        | 117 455     | 55,42       | 3      |
|                                              |                                    |              |              |             |             |        |
|                                              | Union pour un mouvement populaire  | 76 033       | 36,44        | 94 488      | 44,58       | 1      |
|                                              | Mouvement pour la France           | 3 261        | 1,56         |             |             | 0      |
|                                              | Divers droite                      | 657          | 0,31         | 0           |             |        |
|                                              | Majorité présidentielle            | 79 951       | 38,32        | 94 488      | 44,58       | 1      |
|                                              |                                    |              |              |             |             |        |
|                                              | UDF–Mouvement démocrate            | 14 464       | 6,93         |             |             | 0      |
|                                              | Front national                     | 7 241        | 3,47         | 0           |             |        |
|                                              | Extrême gauche dont LCR et LO      | 6 309        | 3,02         | 0           |             |        |
|                                              | Divers                             | 5 686        | 2,72         | 0           |             |        |
|                                              | Divers écologiste dont MHAN et MÉI | 1 795        | 0,86         | 0           |             |        |
|                                              | Mouvement national républicain     | 284          | 0,14         | 0           |             |        |
|                                              |                                    |              |              |             |             |        |
| Inscrits                                     | Inscrits                           | 309 973      | 100,00       | 309 950     | 100,00      | 4      |
| Abstentions                                  | Abstentions                        | 96 224       | 31,04        | 90 948      | 29,34       |        |
| Votants                                      | Votants                            | 213 749      | 68,96        | 219 002     | 70,66       |        |
| Blancs et nuls                               | Blancs et nuls                     | 5 085        | 2,38         | 7 059       | 3,22        |        |
| Exprimés                                     | Exprimés                           | 208 664      | 97,62        | 211 943     | 96,78       |        |
| Source : Ministère de l'Intérieur - Dordogne |                                    |              |              |             |             |        |

### Résultats par circonscription

#### Première circonscription (Périgueux)
| Candidat       | Candidat                   | Parti          | Premier tour | Premier tour | Second tour | Second tour |  |
| Candidat       | Candidat                   | Parti          | Voix         | %            | Voix        | %           |  |
| -------------- | -------------------------- | -------------- | ------------ | ------------ | ----------- | ----------- |  |
|                | Pascal Deguilhem élu       | PS             | 17 498       | 35,33        | 29 674      | 58,96       |  |
|                | Jérôme Peyrat              | UMP            | 17 260       | 34,85        | 20 652      | 41,04       |  |
|                | Francis Colbac             | PCF            | 6 347        | 12,82        |             |             |  |
|                | Annick Ignard              | UDF–MoDem      | 2 643        | 5,34         |             |             |  |
|                | Jean-Yves Cartier          | FN             | 1 400        | 2,83         |             |             |  |
|                | Danièle Lafont             | LCR            | 1 297        | 2,62         |             |             |  |
|                | Lionel Agullo              | MÉI            | 722          | 1,46         |             |             |  |
|                | Hélène Courcelle Labrousse | MPF            | 632          | 1,28         |             |             |  |
|                | Martine Guillou            | CPNT           | 578          | 1,17         |             |             |  |
|                | François Pontarlier        | Régionaliste   | 407          | 0,82         |             |             |  |
|                | Josefa Torres              | LO             | 373          | 0,75         |             |             |  |
|                | Jean-Claude Creusot        | Divers         | 369          | 0,75         |             |             |  |
|                |                            |                |              |              |             |             |  |
| Inscrits       | Inscrits                   | Inscrits       | 74 714       | 100,00       | 74 689      | 100,00      |  |
| Abstentions    | Abstentions                | Abstentions    | 24 115       | 32,28        | 22 933      | 30,7        |  |
| Votants        | Votants                    | Votants        | 50 599       | 67,72        | 51 756      | 69,3        |  |
| Blancs et nuls | Blancs et nuls             | Blancs et nuls | 1 073        | 2,12         | 1 430       | 2,76        |  |
| Exprimés       | Exprimés                   | Exprimés       | 49 526       | 97,88        | 50 326      | 97,24       |  |

#### Deuxième circonscription (Bergerac)
| Candidat       | Candidat                      | Parti          | Premier tour | Premier tour | Second tour | Second tour |  |
| Candidat       | Candidat                      | Parti          | Voix         | %            | Voix        | %           |  |
| -------------- | ----------------------------- | -------------- | ------------ | ------------ | ----------- | ----------- |  |
|                | Daniel Garrigue sortant réélu | UMP            | 20 793       | 40,52        | 26 205      | 51,37       |  |
|                | Cécile Labarthe               | PS             | 14 702       | 28,65        | 24 810      | 48,63       |  |
|                | Marc Mattera                  | UDF–MoDem      | 5 316        | 10,36        |             |             |  |
|                | Antoine Peyret-Lacombe        | FN             | 2 677        | 5,22         |             |             |  |
|                | Laurent Péréa                 | PCF            | 2 019        | 3,93         |             |             |  |
|                | Laurent Simonet               | Les Verts      | 1 165        | 2,27         |             |             |  |
|                | Jean-Paul Valette             | LCR            | 1 102        | 2,15         |             |             |  |
|                | Marianic Dumigron             | CPNT           | 919          | 1,79         |             |             |  |
|                | Marc Peyroche                 | MPF            | 836          | 1,63         |             |             |  |
|                | Corinne Anselme               | MÉI            | 479          | 0,93         |             |             |  |
|                | Pierre Gilbert                | Divers         | 382          | 0,74         |             |             |  |
|                | Danielle Riché                | LO             | 376          | 0,73         |             |             |  |
|                | Patricia Gibeau               | MNR            | 284          | 0,55         |             |             |  |
|                | Boris Coquard                 | Divers         | 248          | 0,48         |             |             |  |
|                | Véronique Évrard              | Divers         | 14           | 0,03         |             |             |  |
|                |                               |                |              |              |             |             |  |
| Inscrits       | Inscrits                      | Inscrits       | 79 137       | 100,00       | 79 156      | 100,00      |  |
| Abstentions    | Abstentions                   | Abstentions    | 26 581       | 33,59        | 26 082      | 32,95       |  |
| Votants        | Votants                       | Votants        | 52 556       | 66,41        | 53 074      | 67,05       |  |
| Blancs et nuls | Blancs et nuls                | Blancs et nuls | 1 244        | 2,37         | 2 059       | 3,88        |  |
| Exprimés       | Exprimés                      | Exprimés       | 51 312       | 97,63        | 51 015      | 96,12       |  |

#### Troisième circonscription (Nontron)
| Candidat       | Candidat             | Parti          | Premier tour | Premier tour | Second tour | Second tour |  |
| Candidat       | Candidat             | Parti          | Voix         | %            | Voix        | %           |  |
| -------------- | -------------------- | -------------- | ------------ | ------------ | ----------- | ----------- |  |
|                | Alain Lucas          | UMP            | 18 245       | 36,88        | 23 030      | 45,22       |  |
|                | Michel Debet élu     | PS             | 15 603       | 31,54        | 27 896      | 54,78       |  |
|                | Jean-Paul Salon      | PCF            | 6 540        | 13,22        |             |             |  |
|                | Jean Lafond-Grellety | UDF–MoDem      | 2 892        | 5,85         |             |             |  |
|                | Charlotte du Rousset | FN             | 1 381        | 2,79         |             |             |  |
|                | Sonia Zaigouche      | Les Verts      | 1 295        | 5,14         |             |             |  |
|                | Jean-Émile Moreau    | CPNT           | 1 069        | 2,16         |             |             |  |
|                | André Rosevègue      | LCR            | 989          | 2,00         |             |             |  |
|                | Myriam de Héricourt  | MPF            | 778          | 1,57         |             |             |  |
|                | Jacques Decoupy      | LO             | 390          | 0,79         |             |             |  |
|                | Denise Romano        | Divers         | 283          | 0,57         |             |             |  |
|                |                      |                |              |              |             |             |  |
| Inscrits       | Inscrits             | Inscrits       | 70 433       | 100,00       | 70 428      | 100,00      |  |
| Abstentions    | Abstentions          | Abstentions    | 19 497       | 27,68        | 17 797      | 25,27       |  |
| Votants        | Votants              | Votants        | 50 936       | 72,32        | 52 631      | 74,73       |  |
| Blancs et nuls | Blancs et nuls       | Blancs et nuls | 1 471        | 2,89         | 1 705       | 3,24        |  |
| Exprimés       | Exprimés             | Exprimés       | 49 465       | 97,11        | 50 926      | 96,76       |  |

#### Quatrième circonscription (Sarlat)
| Candidat       | Candidat                      | Parti          | Premier tour | Premier tour | Second tour | Second tour |  |
| Candidat       | Candidat                      | Parti          | Voix         | %            | Voix        | %           |  |
| -------------- | ----------------------------- | -------------- | ------------ | ------------ | ----------- | ----------- |  |
|                | Germinal Peiro sortant réélu  | PS             | 23 679       | 40,57        | 35 075      | 58,78       |  |
|                | Dominique Bousquet            | UMP            | 19 735       | 33,82        | 24 601      | 41,22       |  |
|                | Danièle Cazauvieilh           | UDF–MoDem      | 3 613        | 6,19         |             |             |  |
|                | Annick Le Goff                | PCF            | 2 666        | 4,57         |             |             |  |
|                | Emmanuelle Pujol              | FN             | 1 783        | 3,06         |             |             |  |
|                | Irène Leguay                  | LCR            | 1 430        | 2,45         |             |             |  |
|                | Frédéric Inizan               | Les Verts      | 1 420        | 2,43         |             |             |  |
|                | Stéphanie Micolon de Guérines | MPF            | 1 015        | 1,74         |             |             |  |
|                | Jean-Pierre Autofage          | CPNT           | 938          | 1,61         |             |             |  |
|                | Patrick Peyrat                | Divers droite  | 657          | 1,13         |             |             |  |
|                | Isabelle Ratabou              | MHAN           | 594          | 1,02         |             |             |  |
|                | Michel Chrétien               | Divers         | 479          | 0,82         |             |             |  |
|                | Serge Mercier                 | LO             | 352          | 0,60         |             |             |  |
|                |                               |                |              |              |             |             |  |
| Inscrits       | Inscrits                      | Inscrits       | 85 689       | 100,00       | 85 677      | 100,00      |  |
| Abstentions    | Abstentions                   | Abstentions    | 26 031       | 30,38        | 24 136      | 28,17       |  |
| Votants        | Votants                       | Votants        | 59 658       | 69,62        | 61 541      | 71,83       |  |
| Blancs et nuls | Blancs et nuls                | Blancs et nuls | 1 297        | 2,17         | 1 865       | 3,03        |  |
| Exprimés       | Exprimés                      | Exprimés       | 58 361       | 97,83        | 59 676      | 96,97       |  |